# 英國鐵路網公司
鐵路網公司（英語：Network Rail）是英國的一家國營鐵路公司，總部位於倫敦尤斯頓。英國與許多歐洲國家一樣，對鐵路基礎設施和運輸分別管理。鐵路網公司只擁有部分線路的鐵軌、交通信號、隧道、橋樑、平交道和車站等設施的所有權，客運和貨運業務則判予專營企業。鐵路網公司雖然擁有超過2500座車站，但只直接管理其中的20個客流量較大的車站。

## 外部連結
- 官方网站
- YouTube上的英國鐵路網公司頻道